# Lys-Haut-Layon
Lys-Haut-Layon község Franciaország Loire mente régiójában, Maine-et-Loire megyében. Új községként 2016. január 1-jén jött létre Vihiers (benne Saint-Hilaire-du-Bois és Le Voide), Les Cerqueux-sous-Passavant, La Fosse-de-Tigné, Nueil-sur-Layon, Tancoigné, Tigné és Trémont község egyesítésével. Lakosainak száma 7722 fő (2022. január 1.).

## Népesség
| Lakosok száma | 7880 | 7830 | 7789 | 7748 | 7724 | 7722 |
|               | 2017 | 2018 | 2019 | 2020 | 2021 | 2022 |